# Pylonas
Pylonas (griechisch Πυλώνας (m. sg.)) ist ein Ort im Südosten der griechischen Insel Rhodos. Der Ort gehört zum Gemeindebezirk Lindos. Von der Stadt Rhodos ist es etwa 50 km entfernt.
Pylonas ist ein ruhiger Ort, gelegen an einem Pass im Norden des Marmári an der Landstraße Pilonas-Kattavia.

## Geschichte
Die Gegend um Pylonas war bereits zwischen ca. 1400 und 1100 v. Chr. besiedelt, das belegen die Grabfunde in einem Friedhof aus Mykenischer Zeit, der 1993–1996 ausgegraben wurde.

## Sehenswertes
In dem Ort befinden sich drei griechisch-orthodoxe Kirchen
- Agios Gerasimos, nach einem Erdbeben 1926 neu erbaut
- Agios Georgios
- Kapelle Agios Nikolaos